# طرفا
قرية طرفا هي إحدى القرى التابعة لمركز سمالوط بمحافظة المنيا في جمهورية مصر العربية. حسب إحصاءات سنة 2006، بلغ إجمالي السكان في طرفا 17921 نسمة، منهم 8770 رجلا و9151 امرأة.